# Raffaele Bendandi

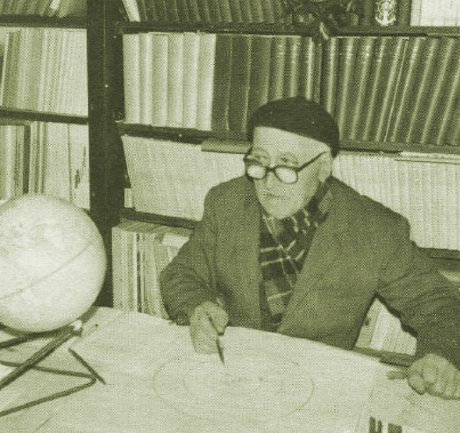
Raffaele Bendandi

Raffaele Bendandi (* 17. Oktober 1893 in Faenza; † 3. November 1979 ebenda) war ein italienischer Uhrmacher, der aufgrund seiner Erdbeben-Vorhersagen bekannt wurde. 
Er entwickelte eine Theorie über die Entstehung von Erdbeben, die von der Annahme ausging, dass der gravitative Einfluss der Himmelskörper des Sonnensystems die Erdkruste dahingehend beeinflusst, dass Erdbeben entstehen können. Seine Theorie ist aus wissenschaftlicher Sicht nicht zu belegen.
Während der 1920er-Jahre veröffentlichte Bendandi zahlreiche Erdbeben-Vorhersagen in verschiedenen Zeitungen. Im Mai 2011 löste eine dieser Vorhersagen eines Erdbebens für Rom in den Medien und der Bevölkerung Unruhe aus.

## Schriften
- Un Principio Fondamentale dell'universo. Osservatorio Bendandi, Faenza 1931.